# Pseudencyrtus salicisstrobili
Pseudencyrtus salicisstrobili is een vliesvleugelig insect uit de familie Encyrtidae. De wetenschappelijke naam werd gepubliceerd in 1758 door Carl Linnaeus in de tiende editie van Systema naturae.